# مسجد النور (القاهرة)
مسجدالنور بميدان العباسية، القاهرة. هو أحد أشهر مساجد القاهرة وتصلى فيه الشخصيات الهامة في المناسبات وبه حوالي أربع قاعات للمناسبات وهناك نشاطات مختلفة في المسجد مثل المكتبة. كانت تقام بعض الأنشطة الرياضية بمناسبة العام الهجري الإسلامي ويقوم كبار العلماء بالقاء الخطب الدينية في هذا هذا الإطار. أنشأ المسجد جمعية «الهداية الإسلامية» القائم عليها الشيخ حافظ سلامة.

## بناؤه
بُني المسجد عام 1970 من قبل شركة البناء المصرية المقاولون العرب، تبلغ مساحته 5000 متر مربع ويصل ارتفاع القبة إلى 55 مترًا. يحتوي المسجد على عدة غرف لأغراض مختلفة، بما في ذلك غرف المؤتمر الدولي وبيوت الضيافة والعيادات الطبية. كما يستضيف مركز الحفظ القرآني وورش العمل للفنون والحرف اليدوية.

## معرض صور

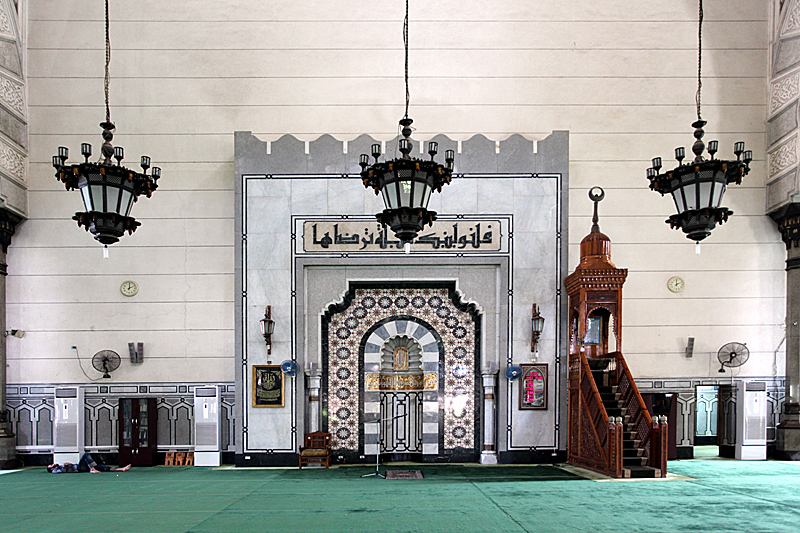
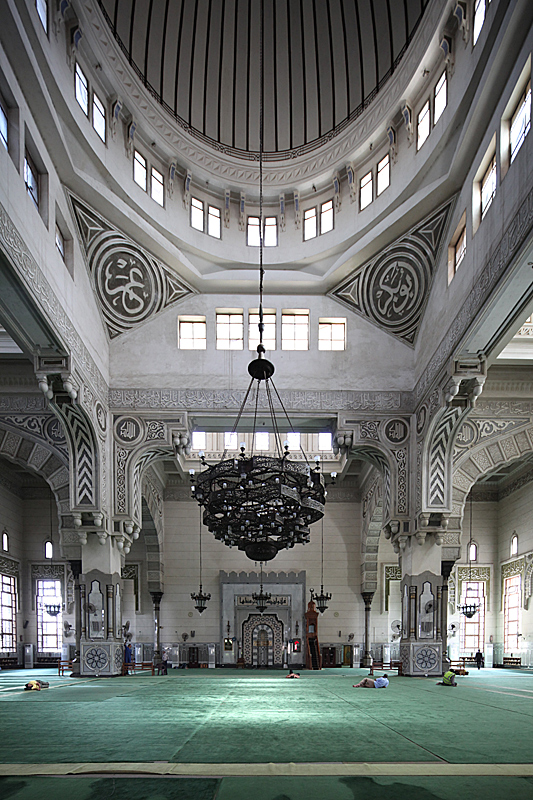
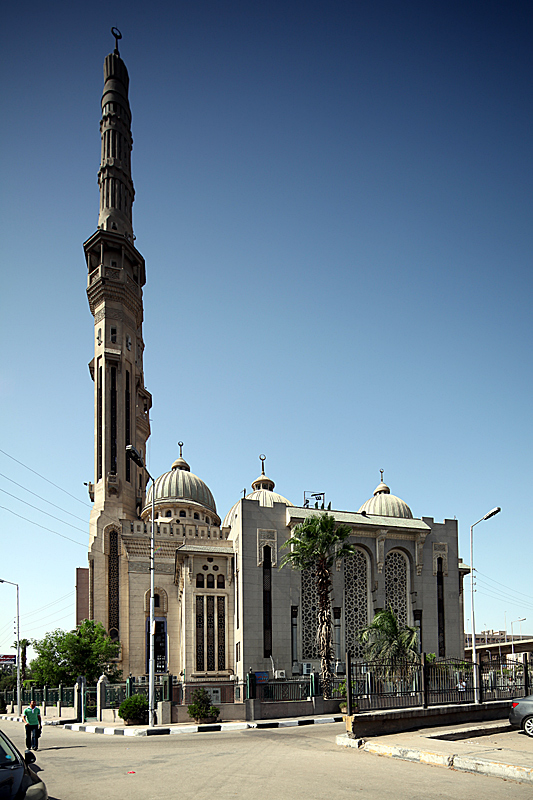
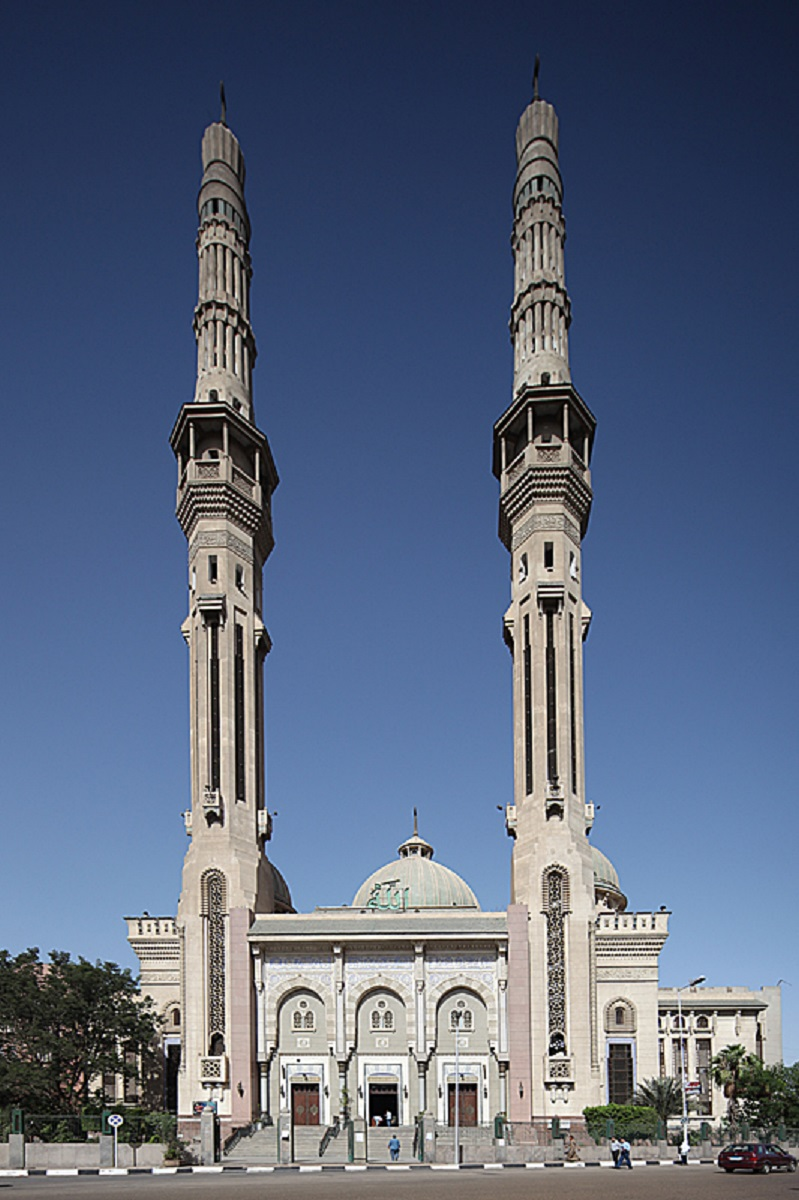